# Darkoti
Lo Stato di Darkoti fu uno stato principesco del subcontinente indiano.

## Storia
Secondo la leggenda lo stato di Darkoti venne fondato nell'XI secolo dal raja Durga Singh Kachhawa. Venne occupato dai gurkha del Nepal dal 1803 al 1815 quando questi vennero espulsi dagli inglesi. Dopo la fine dell'occupazione nepalese, lo stato divenne un protettorato britannico.

### Regnanti
Lo stato di Darkoti venne governato dai rajput del clan Kachwaha. I regnanti di Darkoti avevano il titolo di Rana.

### Rana
- ... - 1787               ...
- 1787 - ...              Bal Ram
- ... - 1815                Jathu Ram
- 1815 - 1854                Sutes Ram                          (m. 1854)
- 1854 - 1856                Paras Ram                          (m. 1856)
- 1856 - 1883                Ram Singh                          (n. 1815 - m. 1883)
- 15 ottobre 1883 – 24 settembre 1918  Ramsaran Singh                     (n. 1843 - m. 1918)
- 24 settembre 1918 – 15 agosto 1947  Raghunath Singh                    (n. 1881 - m. 1951)